# Aulagromyza plagiata
Aulagromyza plagiata är en tvåvingeart som beskrevs av Axel Leonard Melander 1913. Aulagromyza plagiata ingår i släktet Aulagromyza och familjen minerarflugor. Inga underarter finns listade i Catalogue of Life.